# Sosibia retracta
Sosibia retracta är en insektsart som beskrevs av Ludwig Redtenbacher 1908. Sosibia retracta ingår i släktet Sosibia och familjen Diapheromeridae. Inga underarter finns listade i Catalogue of Life.